# Закон сердца
«Закон сердца» (исп. La ley del corazón) — колумбийская теленовелла по сценарию Моники Агудело Тенорио и адаптированная для телевидения ее братом, Фелипе Агудело. Стартовал 28 ноября 2016 года (первый сезон) на телеканале «RCN Televisión».
12 июня 2017 года сериал был продлён на второй сезон, премьера которого состоялась 10 сентября 2018 года.

## Сюжет
Эта история происходит в успешной юридической фирме, специализирующейся на семейном праве, посвященной разводам и в целом семейным конфликтам. Во многих случаях решения, принимаемые этими адвокатами, влияют на них как внутри, так и за пределами офисов и судов. Некоторые из них руководствуются законом, а другие — сердцем, это два пути, которые не всегда параллельны, когда речь идет о разрешении правовых конфликтов.
Престижная фирма Cabal-Ortega-Domínguez y Asociados является одной из лучших семейных юридических фирм, которые существуют. Очень редко они проигрывают дела. Все юристы и служащие, входящие в его состав, представляют собой огромную семью, в которой каждый из ее членов становится зрелым в каждом конкретном случае. Через свои офисы они проходят ряд процессов в области уголовного и семейного права, которые открыты, другие закрыты, а другие остаются открытыми до последней главы.
Случаи основаны на реальной жизни. В каждом из них мы видим главных действующих лиц, а также целый ряд различных социальных и культурных нюансов, которые оставляют учения и размышления о ценностях, стереотипах и том, что такое справедливость. Каждый решенный случай не всегда оставляет всех счастливыми, и, следовательно, есть последствия, которые влияют на всех.
На фоне этих дел развивается история любовного треугольника между Хулией Эскальон, Пабло Домингесом и Камило Борреро, опытными юристами по семейному праву. Пабло только что подписал развод, Свадьба Хулии с Камило прерывается задержанием жениха, обвиняемого в убийстве стриптизерши, с которой он провел ночь накануне женитьбы. Параллельно с этой историей развиваются романтические и эмоциональные конфликты других юристов фирмы, которые, как это ни парадоксально, ищут любовь в атмосфере разлуки и ненависти.

## В ролях
- Лусиано Д’Алессандро — Пабло Домингес
- Лаура Лондоньо — Хулия Эскальон
- Себастьян Мартинес — Камило Борреро
- Иван Лопес — Николас Ортега
- Мабел Морено — Мария дель Пилар Гарсес
- Лина Техейру — Каталина Мехиа
- Родриго Кандамил — Альфредо Дюперли
- Мануэль Сармьенто — Иван Эстефан
- Марио Руис — Элиас Родригес
- Есения Валенсия — Роза Ферро
- Карлос Бенхумеа — Эрнандо Кабаль
- Джуди Хенрикес — Кармен
- Хуан Пабло Барраган — Маркос Тибата